# 上海电力大学
上海电力大学位于中华人民共和国上海市，是中央与上海市共建的、以上海市管理为主的全日制普通高等院校。上海电力大学是教育部首批“卓越工程师教育培养计划”试点院校、上海高水平地方应用型高校建设单位、国际电力高校联盟发起单位、中国电力高校联盟成员、上海市首批深化创新创业教育改革示范高校、全球能源互联网发展合作组织会员单位，入选国家级新工科研究与实践项目、国家级大学生创新创业训练计划、上海高校知识服务能力提升工程、上海高等学校一流本科建设引领计划、上海高等学校一流研究生教育引领计划。
其前身是创建于1951年的上海电业学校，现有杨浦、临港两大校区。1985年，学校升格为上海电力学院。2018年，由“上海电力学院”更名为“上海电力大学”。2006年正式开始硕士层次办学，2018年成为博士学位授予单位。
上海电力大学目前拥有13个二级学院和35个本科专业，拥有一个学科博士学位授权点，7个一级学科硕士学位授权点，5个硕士专业学位授权点；另外，上海电力大学还拥有国家大学科技园、国家级技术转移中心以及11个省部级以上科研单位。

## 学校历史
- 1951年10月15日，上海电业学校成立。
- 1960年，华东电管局先后将上海业余动力学院和上海电力工业专科学校并入。两校并入后，学校更名为上海电力工业专科学校。
- 1978年，改革开放后拨乱反正，复办上海电力专科学校。
- 1985年1月，经教育部批准，学校升格为上海电力学院。
- 2018年3月，学校入选教育部首批国家级新工科研究与实践项目。6月，入选上海高等学校一流本科建设引领计划首批项目。9月，上海电力学院临港新校区启用，全国高校唯一新能源微电网示范项目运行。11月30日，教育部发函批准上海电力学院正式更名为上海电力大学[3]。12月，学校入选上海高水平地方应用型高校建设序列；同月，上海电力大学作为高校唯一代表获2018中国新能源国际发展先锋单位。
- 2019年4月，入选上海高等学校一流研究生教育引领计划首批项目。11月，上海电力大学和上海临港经济发展（集团）有限公司联合成立的全国电力行业首个人工智能学院在临港校区开班。[4]

## 学科与教学
- 设有能源与机械工程学院、环境与化学工程学院、电气工程学院、自动化工程学院、计算机科学与技术学院、电子与信息工程学院、经济与管理学院、数理学院、外国语学院、继续教育学院（含上海新能源人才技术教育交流中心）、马克思主义学院、体育学院和人文艺术学院共13个二级院部和32个本科专业。

- 国家级特色专业3个，教育部专业综合改革试点专业1个，上海市专业综合改革试点专业2个。拥有上海市IV高峰学科1个，高原学科1个，上海市一流学科1个，上海市重点学科6个，市教委重点学科5个。目前拥有动力工程及工程热物理、电气工程、化学工程与技术、物理学、信息与通信工程、控制科学与工程等6个一级学科，拥有动力工程、电气工程、控制工程、工程管理、计算机技术等5个硕士专业学位授权点，独立招收和培养硕士研究生。2018年获批博士学位授予单位，电气工程学科获批博士学位授权点。

- 2006年，以优秀等级通过教育部本科教学工作水平评估。曾获国家级教学成果奖2项，在近两届上海市教学成果奖评选中，共获奖19项，其中特等奖1项、一等奖11项。

- 2010年成为教育部首批“卓越工程师教育培养计划”试点院校，目前共有5个本科和2个硕士试点专业。

- 2017年“电气工程及其自动化”专业通过教育部高等教育教学评估中心和中国工程教育专业认证协会的共认证。

- 2018年获批上海市“一流本科”建设引领计划项目1个，“应用型本科”试点专业9个、“中本贯通”试点专业2个。

- 上海市精品课程32门、国家级规划教材及上海市优秀教材28本、上海市教学团队4个。学校拥有国家级实践（实验）基地（中心）2个，省部级实验示范基地（中心）3个，省部级校外实习（实践）基地5个，100多个校外实习基地 。[5]

## 科学研究
- 拥有国家大学科技园、国家级技术转移中心及11个省部级以上科研平台。

- 拥有一个国家级工程实践教育中心，一个大学生创新基地。

- 构建了由上海智能电网技术研究协同创新中心、上海新能源人才技术教育交流中心、上海电力安全技术研究中心和“一带一路”能源电力管理与发展战略研究智库组成的“三中心一智库”，成立上海能源电力科创分中心。

- 主持和参与各类科研项目近千项，其中国家“973”“863”课题、国家重点研发计划、国家自然科学基金项目、国家社会科学基金项目、教育部新世纪优秀人才资助计划、上海市科委重大（重点）科技攻关项目、上海市哲学社会科学规划项目、上海市优秀学科带头人计划、青年科技启明星计划、浦江人才计划、曙光计划、晨光计划、阳光计划等多种类高水平科研项目和人才培养项目500多项；获省部级及以上科学技术奖58项，其中国家奖3项。多篇论文入选ESI论文。[6]

## 国际合作
- 与10所国外名校联合成立了“ADEPT国际电力高校联盟”，被推举为永久理事长单位，与英国斯特拉斯克莱德大学、俄罗斯莫斯科动力学院、德国科特布斯勃兰登堡工业大学、澳大利亚科廷科技大学、马来西亚国能大学等大学签署合作协议。

- 2018年10月发起成立了“一带一路电力高校联盟”“一带一路电力产学研联盟”，与菲律宾八打雁大学、泰国苏兰拉里大学、上海电力建设有限责任公司、国网控股巴西CPFL公司等20多所以电力为特色的国外大学及企业签署了校际交流与合作备忘录。

- 目前有来自越南、老挝、蒙古、柬埔寨、津巴布韦、刚果（布）、喀麦隆、澳大利亚等国家的长期留学生近百名。

- 对接“一带一路”国家战略，成立“‘一带一路’能源电力国际人才培养基地”及“一带一路能源电力海外挂职实训基地”。拥有“中葡文化交流中心”。

- 举办“一带一路能源电力国际高级研修班”及能源电力企业培训班。[7]

## 发展目标
- 2018年6月，学校召开第四次党员代表大会，确定了学校“分三步走”的中长期发展目标：到 2020年前后，建成能源电力特色鲜明的高水平应用技术型大学，学校综合实力、办学质量显著提升；到2025年前后，建成能源电力特色鲜明的高水平应用研究型大学；到2035年前后，优势学科进入一流学科行列，办成中国知名的地方高水平大学。[8]

## 院系设置
- 能源与机械工程学院（页面存档备份，存于）
- 环境与化学工程学院（页面存档备份，存于）
- 自动化工程学院（页面存档备份，存于）
- 电气工程学院（页面存档备份，存于）
- 计算机科学与技术学院（页面存档备份，存于）
- 电子与信息工程学院（页面存档备份，存于）
- 数理学院（页面存档备份，存于）
- 国际交流学院（页面存档备份，存于）
- 马克思主义学院（页面存档备份，存于）
- 艺术教育中心（页面存档备份，存于）
- 经济与管理学院（页面存档备份，存于）
- 外国语学院（页面存档备份，存于）
- 继续教育学院（页面存档备份，存于）
- 体育部（页面存档备份，存于）

## 校友
- 陈利浩：珠海市政协委员，远光软件股份公司董事长